# 火災積雲

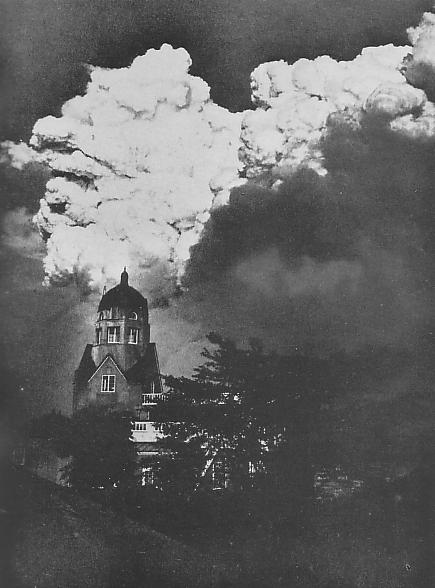
1923年9月1日、関東大震災による大火災で形成された火災雲。

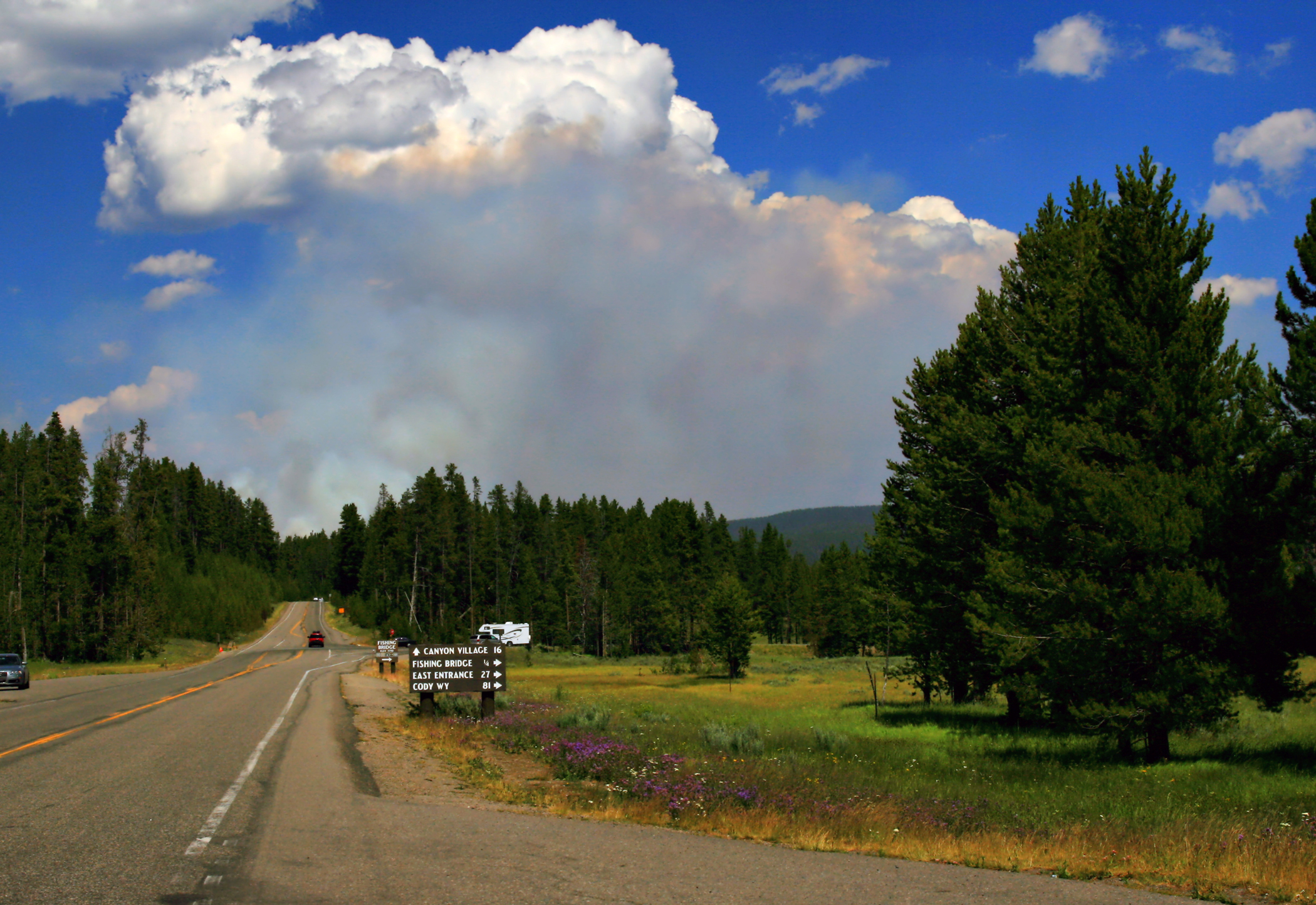
イエローストーン国立公園における山火事より形成された火災雲。

火災積雲（かさいせきうん）または火災雲とは、火災の熱の影響で生じる積雲。なお、火災や火山活動の熱が起こす対流の結果生じる雲を"flammagenitus cloud"といい、かつて"pyrocumulus cloud"と呼ばれていた。
垂直方向に発達したものは火災積乱雲と呼ばれる。

## 名称
従来の名称について日本語文献の例を挙げると、『気象科学事典』には「火災雲」の項目があるが、『学術用語集 気象学編（増訂版）』には「火災積雲」や「火災積乱雲」は収録されていない。
"flammagenitus"は2017年に改訂された世界気象機関の国際雲図帳（2017年版）で採用された学術名で、起源が特殊な雲"special clouds"の一種である。以前の版（国際雲図帳 第I巻1975年版）では"Clouds from fires"（火災による雲）として紹介されているのみで、特別な用語は与えられていなかった。flammaはラテン語で炎を、genitusは～から生まれた・～からできたを意味する。略号はflgen。
flammagenitusは積雲と積乱雲に現れる。火災や火山活動の熱が起源であることが観察により明らかで、部分的であれ水滴で構成される雲にこの分類を用いる。ラテン語学術名は必要に応じて類（基本形）や変種を組み合わせるが、その末尾にflammagenitusを付加する。例えば、"Cumulus congestus flammagenitus"（熱対流起源の雄大積雲<仮訳>）, "Cumulonimbus calvus flammagenitus"（熱対流起源の無毛積乱雲<仮訳>）のように呼ぶ。
flammagenitusの採用以前、英語圏では"pyrocumulus"や"pyrocumulonimbus"が使われていた。それぞれギリシャ語のpyro-（火炎）に積雲、積乱雲を表す語を付けている。この言葉は火災のほか、工業活動による排熱を起源とする雲も含む。アメリカ気象学会の気象学用語集には2語の項目がある。なお国際雲図帳（2017年版）では、工業活動による排熱を起源とする雲は"homogenitus"に分類されている。
"flammagenitus"の日本語訳は定まっていない。提案名の1例として、雲に関する著作のある気象予報士の有志により構成される「雲の和名ワーキンググループ」は「熱対流雲」を使用している。

## 形成

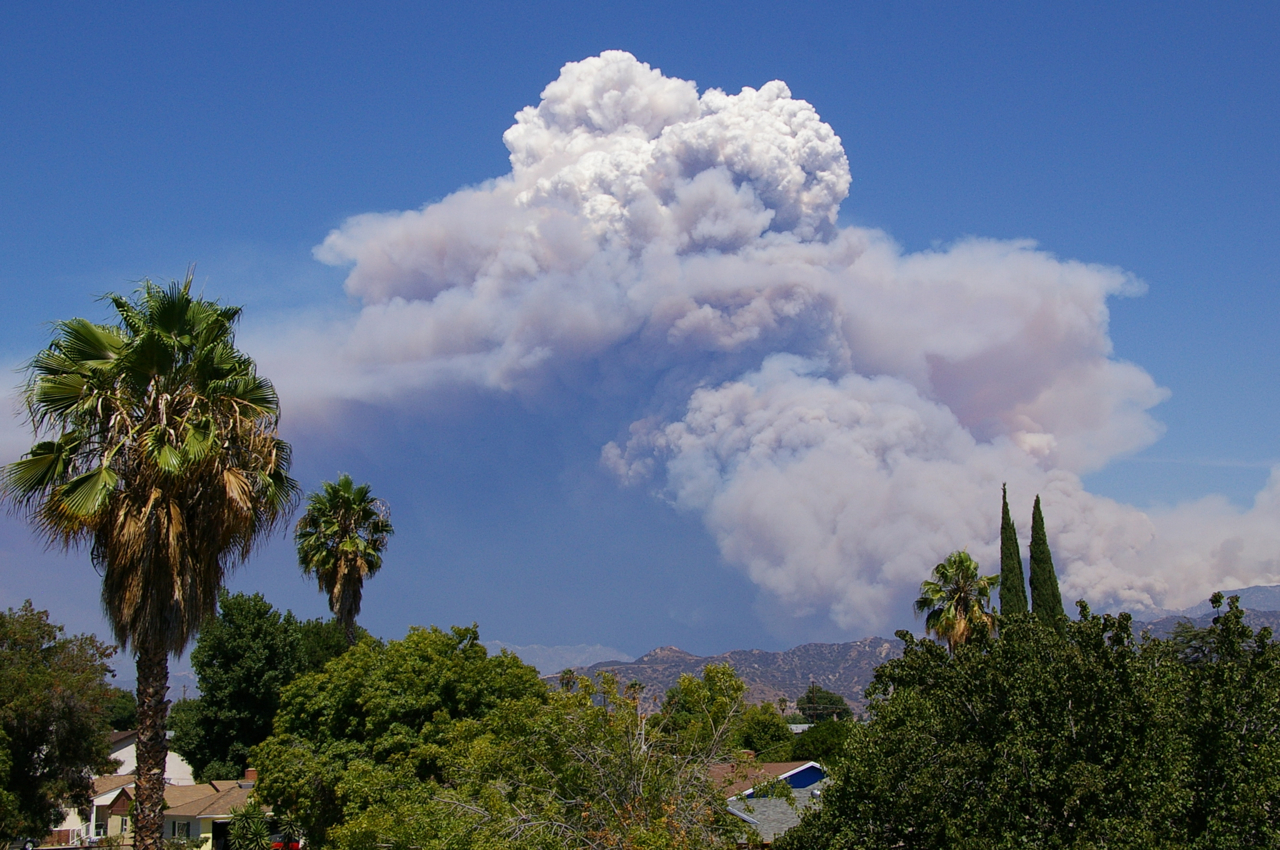
2009年8月のカリフォルニア山火事における火災積雲。

火災積雲は地面から空気が強く熱せられることにより形成される。例えば、火山の噴火、山火事、製油所の火災により、火災積雲が形成されうる。これらを熱源とした強い加熱により大気の対流が起こり、それにより空気塊は、通常水蒸気の存在する条件の下で、浮力のなくなる高度まで上昇し、積雲ができる。また同じ仕組みで、大気中で核兵器が爆発した場合もキノコ雲の形の火災積雲が形成される。
なお、下層ジェットの存在は、火災積雲の形成を促進しうる。
周囲の水蒸気（大気中に既にある水蒸気）に加えて、燃えた植物から蒸発して生じた水蒸気は、速やかに灰の粉塵に凝結して雲になりうる。

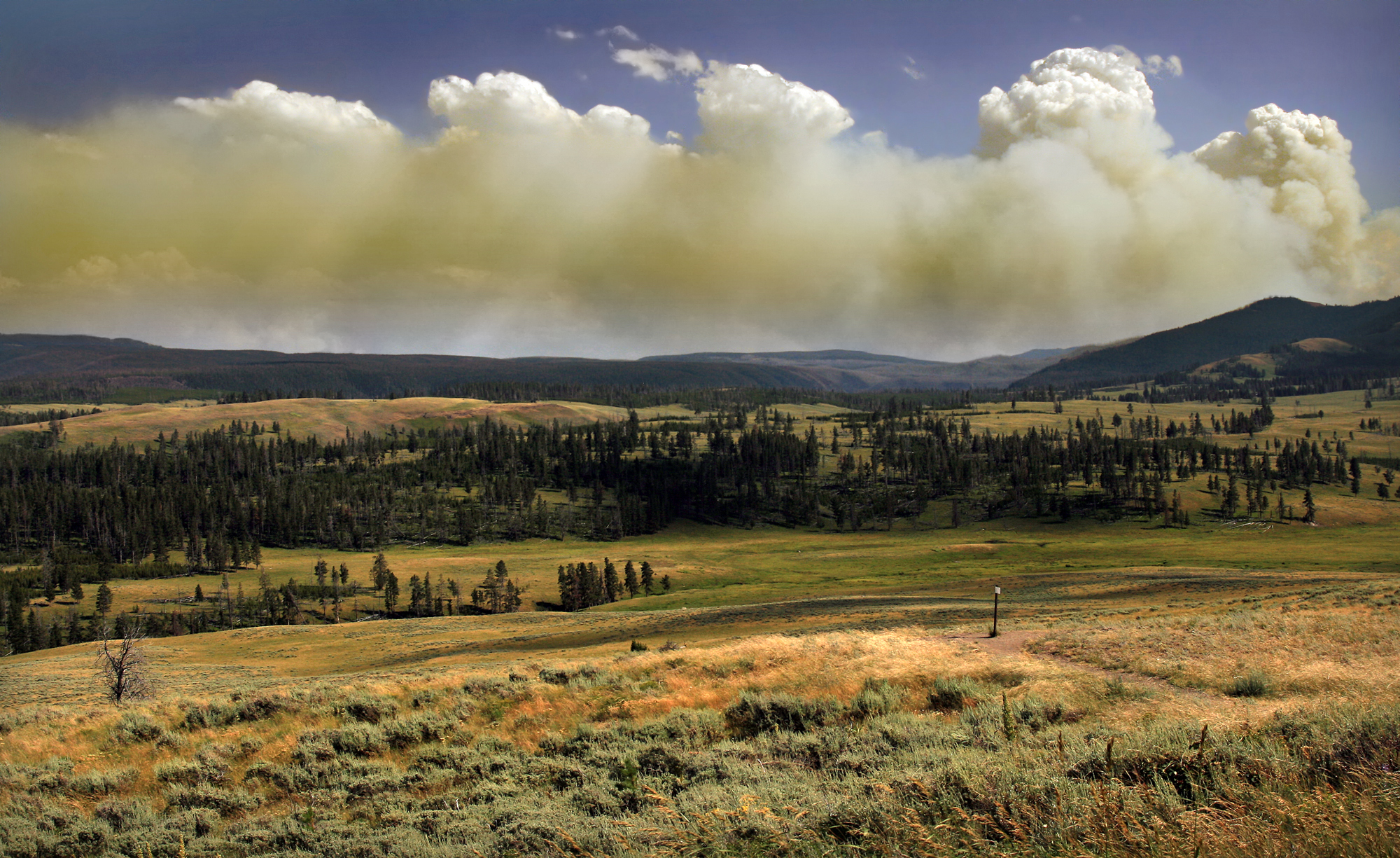
イエローストーン国立公園における山火事より形成された火災雲。

火災積雲の中には激しい乱気流が存在し、それによって地表面でも強い突風が吹き、それが更に火災を助長し拡大させうる。大きな火災積雲、特に火山噴火に伴うものは、雷も伴う場合がある（火山雷）。火山雷の過程はまだ完全には解明されていないが、強い乱気流と、雲の中の灰の粒子の性質によって生じた電荷の分離に伴うものと考えられている。大きな火災積雲となると、その上部は氷点下となる場合があり、発生する氷の静電特性も火山雷の発生に寄与しうる。
火災積雲は力学的に火災旋風とある側面で類似しており、これら2つの現象は同時に発生することもあり得るが、いずれか一方のみ発生する場合もある。

## 外観

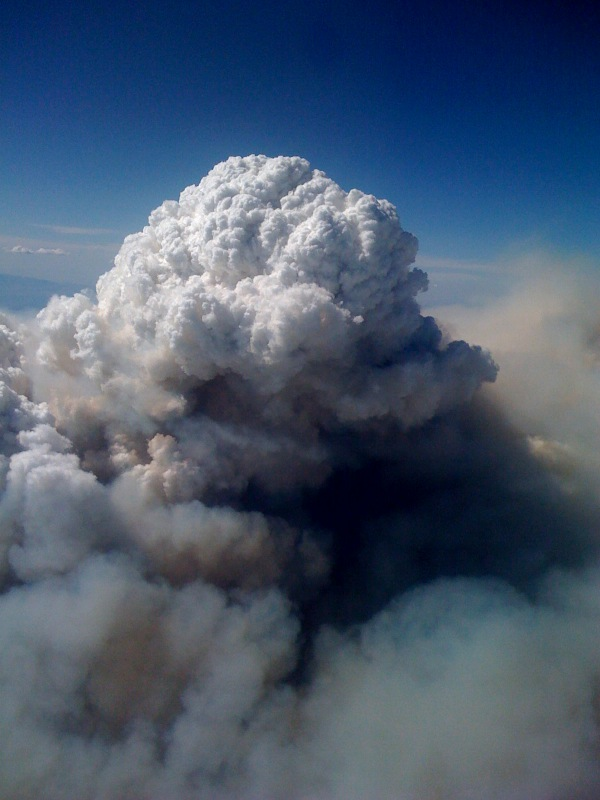
上空から見た火災積雲。

火災積雲は、火災に伴う灰や煙の影響で、灰色か茶色に見える場合が多い。灰によって凝結核の量が増えるため、火災積雲は発達する傾向がある。

## 山火事への影響
火災積雲は火災を助長する側面もあるし、妨害する側面もある。時には、大気中の水蒸気が雲の中で凝結して雨として降り、それが消火する役割を果たすことも多い。大きな火災旋風が起こり、それがそこから発生した火災積雲によって消火されてしまったという顕著な例は過去にいくつもある。しかしながら、火災が十分に大規模なものとなると、雲は成長し続けることができ、積乱雲（火災積乱雲）となる。火災積乱雲は雷を発生させ、その落雷が別の火災を発生させることもある。